# Tejmuraz Gabaszwili
Tejmuraz Gabaszwili, ros. Теймураз Габашвили (ur. 23 maja 1985 w Tbilisi) – rosyjski tenisista, reprezentant w Pucharze Davisa, olimpijczyk z Rio de Janeiro (2016).

## Kariera tenisowa
Od roku 2001 Rosjanin jest tenisistą zawodowym.
W karierze najlepszym jego wynikiem wielkoszlemowym jest 4 runda Rolanda Garrosa z 2010 i 2015 roku.
Gabaszwili również odnosił zwycięstwa w zawodach kategorii ATP Challenger Tour.
Latem 2007 roku osiągnął finał rozgrywek ATP World Tour w grze podwójnej razem z Ivo Karloviciem w Indianapolis, na kortach twardych. Pojedynek finałowy przegrali z parą Juan Martín del Potro-Travis Parrott. W kwietniu 2015 roku wraz z Ričardasem Berankisem triumfowali w Houston, pokonując w finale Treata Hueya i Scotta Lipsky’ego 6:4, 6:4.
W 2009 zadebiutował w reprezentacji Rosji w Pucharze Davisa.
W 2016 zagrał w turnieju singlowym igrzysk olimpijskich w Rio de Janeiro odpadając w 1 rundzie.
W lutym 2016 roku osiągnął najwyższą pozycję rankingową w grze pojedynczej – nr 43.
W 2021 roku został zdyskwalifikowany na dwadzieścia miesięcy w związku z naruszeniem zasad antydopingowych i wykryciem w jego moczu furosemidu.

### Finały w turniejach ATP World Tour
| Legenda                                      |
| -------------------------------------------- |
| Wielki Szlem                                 |
| Igrzyska olimpijskie                         |
| Tennis Masters Cup / ATP Finals              |
| ATP Masters Series / ATP Tour Masters 1000   |
| ATP International Series Gold / ATP Tour 500 |
| ATP International Series / ATP Tour 250      |

#### Gra podwójna (1–1)
| Końcowy wynik | Nr | Data             | Turniej      | Nawierzchnia | Partner           | Przeciwnicy                          | Wynik finału   |
| ------------- | -- | ---------------- | ------------ | ------------ | ----------------- | ------------------------------------ | -------------- |
| Finalista     | 1. | 29 lipca 2007    | Indianapolis | Twarda       | Ivo Karlović      | Juan Martín del Potro Travis Parrott | 6:3, 2:6, 6–10 |
| Zwycięzca     | 1. | 11 kwietnia 2015 | Houston      | Ceglana      | Ričardas Berankis | Treat Huey Scott Lipsky              | 6:4, 6:4       |